# Iglesia de Nuestra Señora de Trondheim
La iglesia de Nuestra Señora (en noruego, Vår Frue kirke) es un templo luterano construido en piedra que se localiza en el centro de Trondheim, Noruega. Es, además de la catedral de Nidaros, el único templo de la ciudad que data de la Edad Media. Presenta motivos románicos, góticos y neogóticos.
Su construcción comenzó hacia 1200, cuando era llamada iglesia de Santa María. Tras la reforma protestante se expandió hacia el occidente, pero los muros originales de la parte oriental permanecen bastante bien conservados, en lo que actualmente corresponde al coro y la parte oriental de la nave.
Es la tercera mayor iglesia medieval de Noruega, y en 2004 fue catalogada por el Riksantikvarien entre las doce mayores iglesias de valor nacional, lo que repercutió en mayor protección por parte del Estado. Tras intensos trabajos de varios años, quedó totalmente restaurada en 2007, con motivo de la celebración oficial de su 800 aniversario.